# 하인리히 로러 메달
하인리히 로러 메달(Heinrich Rohrer Medals)은 고인 노벨상 수상자 하인리히 로러의 나노과학 및 나노기술 분야에서의 업적과 특히 주사 터널링 현미경의 공동 창조를 기리기 위해 제정된 상이다. 이 메달은 일본 표면 과학 학회와 IBM 리서치 – 취리히, 일본 스위스 대사관, 그리고 로러 여사와 협력하여 매 3년마다 수여된다. 그랜드 메달(Grand Medal)은 "표면 과학에 기반한 나노과학 및 나노기술 분야에서 뛰어난 업적을 이룬" 단일 연구자에게 수여되며, 여러 명에게 수여될 수도 있다. 라이징 메달(Rising Medal)은 37세 이하의 연구자 중 최대 3명에게 각기 다른 주제로 수여된다. 라이징 메달은 해당 연구자들이 앞으로도 활발히 활동할 것이라는 가정 하에 그들의 탁월한 노력을 인정하여 수여된다. 메달은 프레임에 담긴 증서와 함께 수여되며, 그랜드 메달에는 100만 엔, 라이징 메달에는 30만 엔의 상금이 주어진다.

## 수상자

### 그랜드 메달
|      | 수상자 | 수상자                                      | 연구기관                                                    |
| ---- | ------ | ------------------------------------------- | ----------------------------------------------------------- |
| 2014 |        | 롤랜드 비젠당거 (Roland Wiesendanger)       | 함부르크 대학교, 독일                                       |
| 2017 |        | 조셉 A. 스트로시오 (Joseph A. Stroscio)     | 미국 국립표준기술연구소 (NIST), 미국                        |
| 2020 |        | 안드레아스 하인리히 (Andreas J. Heinrich)   | 기초과학연구원와 이화여자대학교의 양자나노과학 연구단, 한국 |
| 2024 |        | 프란츠 요제프 기시블 (Franz Josef Giessibl) | 레겐스부르크 대학교, 독일                                   |
| 2024 |        | 윌슨 호 (Wilson Ho)                         | 캘리포니아 대학교 어바인, 미국                              |

### 라이징 메달
|      | 수상자                                    | 연구기관                                  |
| ---- | ----------------------------------------- | ----------------------------------------- |
| 2014 | 요시아키 스기모토 (Yoshiaki Sugimoto)     | 오사카 대학, 일본                         |
| 2014 | 얀 휴고 딜 (Jan Hugo Dil)                 | 로잔 연방 공과대학교, 스위스              |
| 2017 | 사샤 쉐퍼 (Sascha Schäfer)                | 괴팅겐 대학교, 독일                       |
| 2017 | 알프레드 J. 웨이머스 (Alfred J. Weymouth) | 레겐스부르크 대학교, 독일                 |
| 2020 | 타카시 쿠마가야 (Takashi Kumagai)         | 프리츠 하버 막스 플랑크 학회 연구소, 독일 |
| 2024 | 이 첸 (Yi Chen)                           | 베이징 대학, 중국                         |
| 2024 | 미야비 이마이 이마다 (Miyabi Imai-Imada)  | 이화학연구소, 일본                        |

## 같이 보기
- 국양
- 이건재